# Bosvoorder Bartzwerg
Der Bosvoorder Bartzwerg ist eine Haushuhnrasse, die erstmals 1997 zur belgischen Nationalschau in Brügge vorgestellt wurde. Die Anerkennung der Rasse erfolgte 2001. Seither haben sie, wenn auch nur im kleinen Rahmen, international Verbreitung gefunden. 2013 erfolgte die Standardaufnahme in den Niederlanden und 2014 dann in Deutschland.

## Herkunft und Entstehung
Durch die Hinzunahme von Grübber Bartzwergen entstanden aus den Watermaalschen Bartzwergen die ersten schwanzlosen Tiere. Durch Selektion festigten sich die weiteren rassespezifischen Merkmale. Erst in den 90er Jahren des vergangenen Jahrhunderts besann man sich vermehrt der bereits existierenden schwanzlosen Bartzwergvarietäten, in diese Zeit fällt dann auch die Entstehung der Bosvoorder. Ihren Namen verdankt die Rasse dem Doppelnamen der Gemeinde Watermaal-Bosvoorde im Süden von Brüssel. Damit wurde der logischen Verknüpfung der Rasse zu den Watermaalschen Bartzwergen Rechnung getragen.

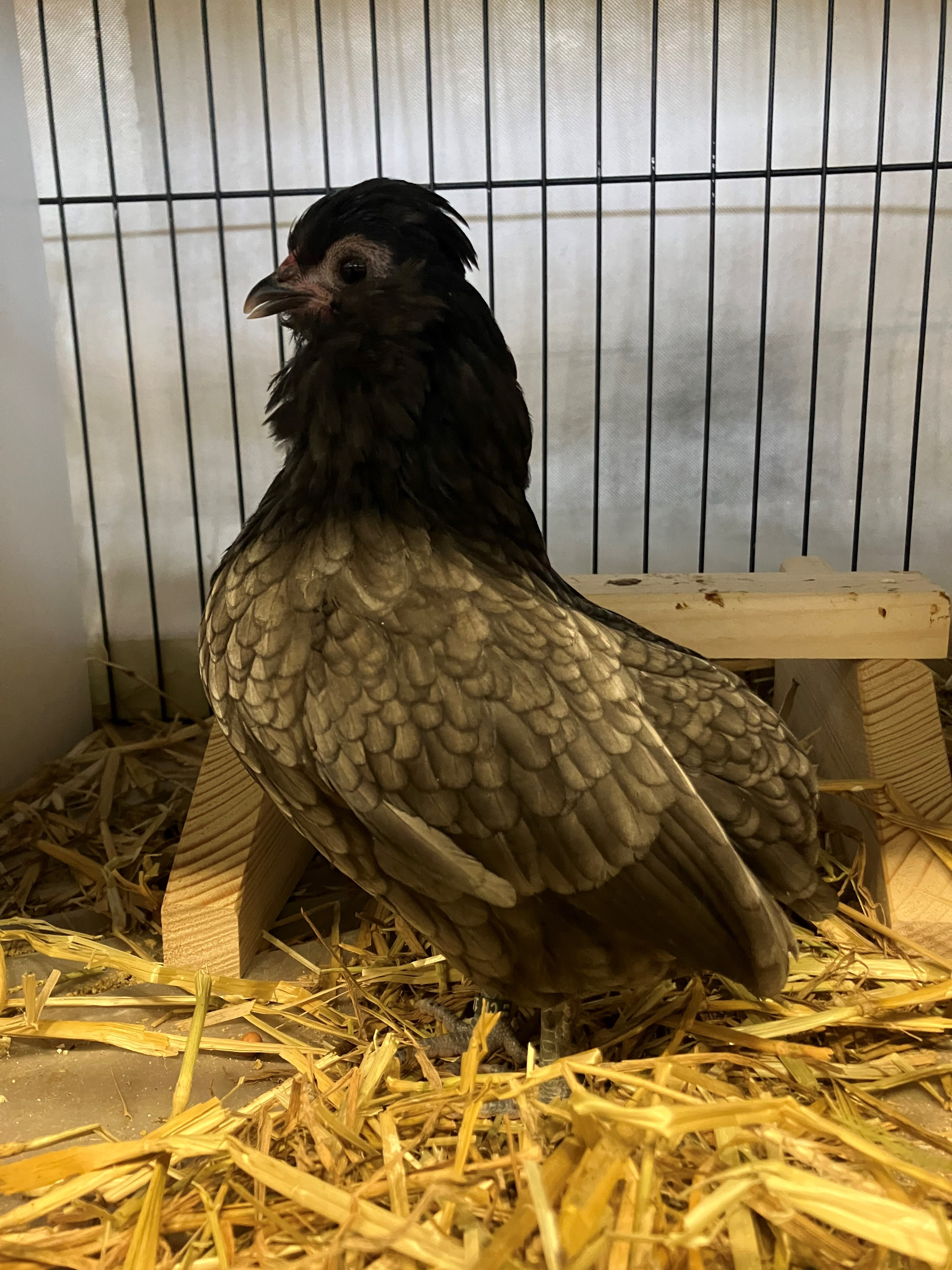
o.1 Bossvorder Bartzwerg

## Typmerkmale
Die lebendigen und zugleich zutraulichen Hühnchen zeichnen sich durch eine markant betonte Vorderpartie aus. Dabei ist die Brust ziemlich breit sowie gut gerundet und wird hoch getragen. Der mittellange Hals wird betont getragen und bildet am Hinterhals die Mähne beim Hahn sowie die Krause bei der Henne. Diese Federaufbauschung ist jedoch nicht so üppig und betont wie bei den Antwerpener oder Grübber sowie Ükkeler und Evenberger Bartzwergen. Die Flügel sind ebenfalls mittellang und werden gesenkt sowie lose getragen. Die breiten und leicht betonten Schultern bilden den breitesten Teil der Tiere und lassen Platz für einen geräumigen Rumpf. Dieser wird über den abfallenden Rücken, der nicht zu kurz ausfallen sollte, zum gut gerundeten und fest anliegenden Sattel hin schmaler. Die Haltung ist dabei stets aufgerichtet. Das Bauchgefieder ist nur mäßig entwickelt und soll durch die Flügel verdeckt sein. Der Stand der Tiere ist gedrungen und die mittellangen Läufe und Zehen sollen möglichst nur wenig Raum zwischen Boden und Flügelspitzen zulassen. Der Kamm ist bei beiden Geschlechtern nicht zu zart oder zu fein geperlt. Eine gröbere Struktur, die dabei gleichmäßig sein soll, ist das Ideal, da sie zu einer klar ausgeprägten Dreiteilung des Kammdorns führt. Dabei ist der mittlere Dorn meist etwas länger. Sämtliche Federn des Schopfes müssen nach hinten gerichtet sein und jeglicher Ansatz zur Haubenbildung ist verpönt. Naturgemäß zeigen die Hennen einen größeren Schopf. Eine kräftigere Schopfausprägung lässt auch die Federn am Vorderkopf, neben dem Kamm, bauschiger erscheinen. Wünschenswert ist eine Schopfgröße, die den Blick auf den Kamm noch zulässt. Das letzte prägende und auch namensgebende Merkmal ist der Bart, der stets kräftig ausgeprägt und dreigeteilt gefordert wird. Dabei besteht der Backenbart aus horizontal nach hinten gerichteten Federn, wohingegen die Federn des Kehlbarts unterhalb des Schnabels etwas länger und nach unten gerichtet sind.

### Farbschläge
Anerkannt sind die Bosvoorder Bartzwerge in allen Farbschlägen der Watermaalschen Bartzwerge. Hauptfarbschläge lassen sich dabei jedoch nicht wirklich ausmachen, wenngleich die Schwarzen und Wachtelfarbigen bisher am häufigsten gezeigt wurden. Die Ansprüche an die Farben und Zeichnungsmuster ähneln sich bei allen Bartzwergrassen. Möglich sind hier folgende Farben:
- Wachtelfarbig
- Blau-Wachtelfarbig
- Silber-Wachtelfarbig
- Weiß-Wachtelfarbig
- Schwarz
- Blau
- Weiß
- Gelb
- Gesperbert
- Schwarz-Weiß gescheckt
- Perlgrau-Weiß gescheckt
- Porzellanfarbig

### Eierschalenfarbe
- Weiß bis cremefarbig